# Cashel, Zimbabwe

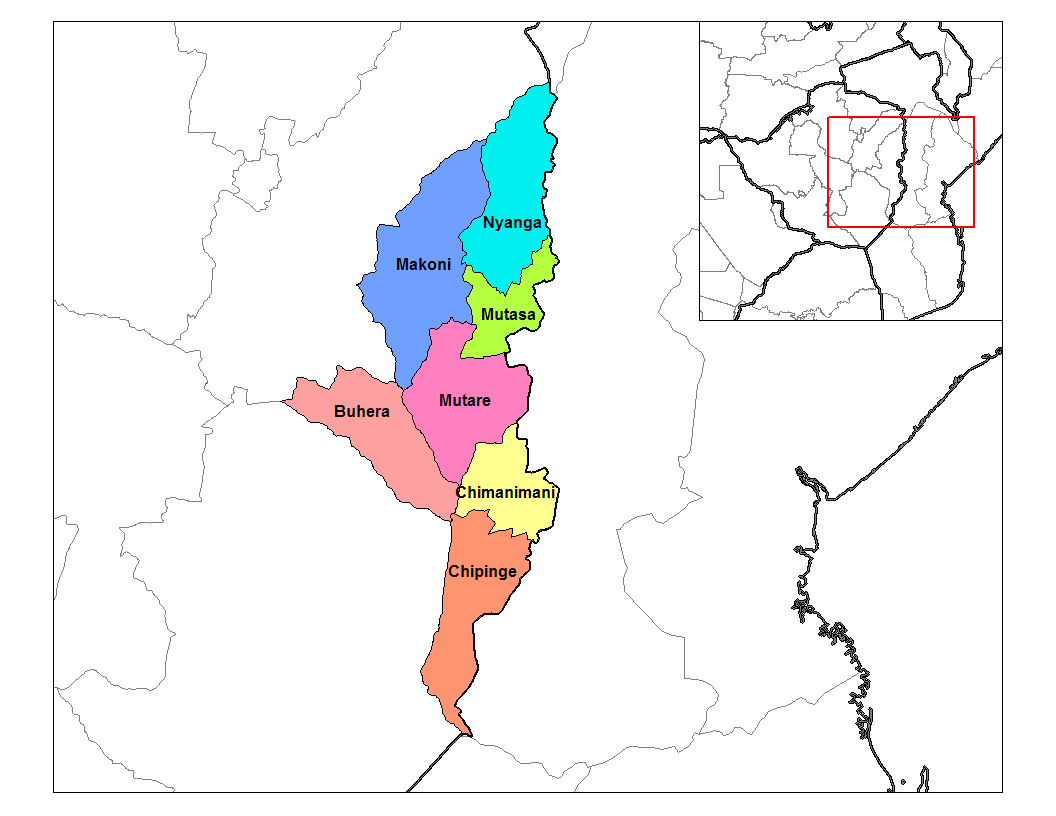
Mapa dos distritos da província de Manicaland no Zimbabwe.

Cashel é uma vila da província de Manicaland,  no Zimbabwe localizada perto da fronteira com Moçambique, ao norte das montanhas Chimanimani. Foi originalmente chamada de Penkridge, mas mudou para Cashel em 1957.